# Penela (Cartelle)
Penela (llamada oficialmente Santiago de Penela) es una parroquia española del municipio de Cartelle, en la provincia de Orense, Galicia.

## Organización territorial
La parroquia está formada por una entidad de población:
- Freixoso de Penela

## Demografía
Gráfica demográfica del lugar de Freixoso de Penela y la parroquia de Penela según el INE español:
| Gráfica de evolución demográfica de Penela entre 2000 y 2022 |
|                                                              |
| Datos según el nomenclátor publicado por el INE.             |